# الحميدية (مكة المكرمة)
الحميدية قرية سعودية، تتبع مركز أم الراكة التابعة لإمارة منطقة مكة المكرمة. تقع في شمال مكة المكرمة، وتبعد عنها قرابة 55 كم.

## وصف القرية
تبعد الحميدية عن المركز حوالي  5 كم بإتجاه الشمال، نوع الطريق وعر، أقرب مدينة أو قرية بها مركز صحي هو أم الراكة الذي يبعد 5 كم عن القرية. خدمات التعليم: مدرسة وادي ملكان الابتدائية ودرسة وادي ملكان المتوسطة بنين، درسة وادي ملكان تعليم الكبار، درسة وادي ملكان الابتدائية بنات. خدمات عامة: تضم القرية خدمة بريد وبث تلفزيون.